# Christian Friedrich Reuß (Mediziner)
Christian Friedrich Reuß (* 7. Juli 1745 in Kopenhagen; † 17. Oktober 1813 in Tübingen) war ein deutscher Mediziner und Botaniker.

## Leben und Wirken
Christian Friedrich Reuß, ein Sohn des Theologen Jeremias Friedrich Reuß und Bruder des Altphilologen und Bibliothekars Jeremias David Reuß, wurde in Kopenhagen geboren, als sein Vater dort als Hofprediger tätig war. Er studierte Medizin an der Eberhard Karls Universität Tübingen und promovierte dort 1769. Bereits ein Jahr später erhielt er 1770 dort eine außerordentliche Professur für Medizin, im Jahre 1796 ein Ordinariat. In seiner wissenschaftlichen Arbeit deckte Reuß neben der Medizin auch das Gebiet der Botanik ab.
Seit dem Jahr 1780 war Reuß außerdem Leibarzt des Herzogs von Württemberg. 1812 wurde ihm der Württembergische Zivilverdienstorden verliehen.
Im Jahre 1778 wurde er Mitglied der Deutschen Akademie der Naturforscher Leopoldina.
1773 heiratete Reuß Rosine Dorothea Oetinger, Tochter des Tübinger Medizinprofessors Ferdinand Christoph Oetinger.
In seinen zahlreichen Buchveröffentlichungen, meist in deutscher Sprache, äußerte sich Reuß vor allem zu Themen aus dem Bereich der praktischen Heilkunde, der Landwirtschaft, der ökonomischen Haushaltsführung sowie der Botanik. Auch die Verbesserung des Brandschutzes war ihm wichtig.

## Veröffentlichungen (Auswahl)
- Untersuchungen und Nachrichten von des berühmten Seltzers-Wassers Bestandtheilen, Würkungen, richtigem Gebrauch. Hilscher, Leipzig 1775 (Digitalisat).
- Kenntniß dererjenigen Pflanzen, die Mahlern und Färbern zum Nutzen und denen Liebhabern der öconomischen Pflanzenkenntniß zum Vergnügen gereichen können. Hilscher, Leipzig 1776 (Digitalisat).
- Sammlung einiger Abhandlungen aus der Oeconomie, Cameralwissenschaft , Arzneykunde und Scheidekunst. Hilscher, Leipzig 1777 (Digitalisat).
- Sammlung der neuesten gedruckten und geschriebenen Nachrichten von Magnet-Curen, vorzüglich der Mesmerischen. Hilscher, Leipzig 1778.
- Vom Anbau und Commerce des Krapps oder der Färberröthe in Deutschland. Hilscher, Leipzig 1779.
- Dictionarivm Botanicvm oder botanisches lateinisches und deutsches Handwörterbuch. Hilscher, Leipzig 1781 (Digitalisat).
- Medicinisch-ökonomische Untersuchung der Eigenschaften und Würkungen eines ächten und verfälschten Puders samt seinen unterschiedlichen, vortheilhaften, sowol bekannten, als unbekannten Zubereitungsarten. Heerbrandt, Tübingen 1781 (Digitalisat).
- Untersuchungen des Cyders oder Apfelweins nach seinen Eigenschaften und Würkungen beym Gebrauch. Cotta, Tübingen 1781 (Digitalisat).
- Beobachtungen, Versuche und Erfahrungen über des Salpeters vortheilhafteste Verfertigungs-Arten. Grundwerk und zwei Fortsetzungen. Cotta, Tübingen 1783–1786.
- Neue praktische Versuche über die mit besondern Arzneykräften angeschwängerte Geiß- oder Ziegenmilch und deren vorzüglich schnelle, sichere und angenehme Wirkungen in manchen schwierigen Krankheiten. Hilscher, Leipzig 1783 (Digitalisat).
- Rindvieh Arzneybuch sowohl vor die gewöhnlichste Viehkankheiten, als auch vor die sonstige Viehseuchen. Heerbrandt, Tübingen 1784 (Digitalisat).
- D. Christ. Frider. Reuss, Med. Prof. Publ. In Alma Eberhardino-Carolina ... Phys. Et Berol. Amicorum Naturæ Scrutatorum Sodalis, Dispensatorium Universale Ad Tempora Nostra Accommodatum. Koenig, Argentorati 1786–1789 (Digitalisat)
- Medicinische, chirurgische, theoretische und praktische Beobachtungen über alle Arten von venerischen Krankheiten nebst derselben sichersten und bequemsten Heilungsarten. Hilscher, Leipzig 1786 (Digitalisat).
- Untersuchung des Küchen-Salzes nach seinen vorzüglichen Eigenschaften und Wirkungen beim Einsalzen. Pfähler, Heidelberg 1786 (Digitalisat).
- Physicalisch-medicinische Untersuchung der unterschiedenen Salat-Gewächse und ihrer Zugehör nach eines jeden mannichfaltigen Nutzen und Schaden. Gebhard, Frankfurt 1787 (Digitalisat).
- Botanische Beschreibung der Gräser. Nach ihren mancherley einzelnen Bestandtheilen für Anfänger der Botanic wie für sonstige Pflanzen-Liebhaber und Oeconomen zu bequemeren Handgebrauch eingerichtet von einem Pflanzenkenner. Gebhard, Frankfurt 1788.
- Allgemeines medicinisch-diätetisches Handbuch bei der Sauerbrunnen-Cur. Frankfurt/Leipzig 1792 (Digitalisat).
- Vertilgung schädlicher und bessere Benutzung nützlicher Thiere, zum allgemeinen Besten jeder Haushaltung in der Stadt und auf dem Lande. Voß und Leo, Leipzig 1793 (Digitalisat).
- Physikalisch-ökonomische Beobachtungen über die allgemeine vortheilhaftere Gewinnung und Benutzung des Torfs bei dem immer mehr einreissenden Holzmangel. Leipzig 1793 (Digitalisat).
- Über den vortheilhaftesten Anbau und die beste Benutzung der Kartoffeln zu Mahlzeiten, Brantewein, Puder, Stärke, Seife, Lichter, Sauerteig u. dergl. Voß, Leipzig 1794 (Digitalisat) (2. erw. Aufl. 1797).
- Praktischer Unterricht in den bewährtesten und vortheilhaftesten Bereitungsarten und Verbesserungen natürlichen und künstlichen Weine, der Weinschöne, wie auch von den Weinverfälschungen und ihren Entdeckungsmitteln. Voss, Leipzig 1795 (Digitalisat).
- Was ist ein Land-Tag im Herzogthum Wirtenberg? Reiß, Tübingen 1796 (Digitalisat).
- (Hrsg.): Sammlung verschiedener vorzüglicher allgemein anwendbarer Feuerordnungen und bewährter Feueranstalten zum allgemeinen Nutzen. Schäfer, Leipzig 1798.
- Physisch-ökonomische Beobachtungen, Vorschläge und Erfahrungen über einen sparsamern und nützlichen Gebrauch des Holzes. Leipzig 1801.